# Kongolesisch-ruandischer Konflikt seit 2022
Der Kongolesisch-ruandische Konflikt ist eine seit 2022 andauernde bewaffnete Auseinandersetzung zwischen der Demokratischen Republik Kongo und Ruanda, die durch den Wiederaufstieg der Rebellenbewegung 23. März (M23) im Osten der DR Kongo ausgelöst wurde. Die Demokratische Republik Kongo und die Vereinten Nationen werfen Ruanda vor, die M23-Rebellen militärisch zu unterstützen. Die ruandische Regierung bezichtigt die kongolesische Regierung, die Rebellengruppe Forces Démocratiques de Libération du Rwanda (FLDR) zu unterstützen.

## Hintergrund
Ursprünglich geht der Konflikt auf die Auseinandersetzung zwischen den Bevölkerungsgruppen der Hutu und Tutsi zurück.
2022 entfalteten sich Spannungen zwischen Ruanda und der Demokratischen Republik Kongo zu einem Konflikt. Die Rebellen-Bewegung 23. März (M23) war durch Angriffe in der kongolesischen Provinz Nord-Kivu wieder hervorgetreten. 

## Ereignisse

Karte mit Daten der Einnahme von Orten in Nord- und Süd-Kivu durch die M23 (rot):
2022:
13. Juni Bunagana,
29. Okt. Rutshuru
2023:
2. Jan. Kisharu,
28. Feb. Mweso,
21. Okt. Kitchanga,
26. Okt. Kishishe,
5. Nov. Kabalekasha,
15. Dez. Mabenga
2024:
2. Feb. Musmaki und Shasha,
6. März Nyanzale,
7. März Katanda, Katwe und Kibirizi,
8. März Rwindi,
1. Mai Rubaya,
3. Mai Ngungu,
28. Juni Kanyabayonga,
29. Juni Kirumba und Kayna,
3. Aug. Nyamilima,
4. Aug. Ishasha,
7. Aug. Nyakakoma,
22. Okt. Kalembe,
27. Okt. Katobo,
15. Dez. Mabenga,
16. Dez. Alimbongo und Matembe,
17. Dez. Beleusa,
19. Dez. Bingi und Kanune,
22. Dez. Rubange
2025:
3. Jan. Katale und Karambi,
4. Jan. Kahira und Masisi,
21. Jan. Lumbishi, Minova und Numbi,
23. Jan. Sake,
25.–30. Jan.: Goma,
29. Jan.: Kinyezire
5. Feb.: Nyabibwe
6. Feb.: Nyamukubi
7. Feb.: Ihusi
9. Feb.: Nyawarongo
12. Feb.: Kalehe, Kaseke
14. Feb.: Katana, Kavumu
16. Feb.: Bukavu
18. Feb.: Nyangezi, Kamanyola
19. Feb.: Sange, Kitsombiro, Mpeti
21. Feb.: Walungu
4. März: Mufwa, Kalama
9. März: Nyabiondo
12. März: Kibati
13. März: Busihe
14. März: Mungazi, Idjiwi
15. März: Kibua
16. März: Mpofi
17. März: Mutakato
19. März: Walikale

### 2022
Seit Ende März kam es zu verstärkten Angriffen auf zivile und militärische Einrichtungen. Daraufhin bestellte die DR Kongo den Botschafter Ruandas ein. Als Folge der Kämpfe flohen etwa 5.000 Menschen von der DR Kongo nach Uganda, darunter auch einige kongolesische Polizisten und Soldaten. Insgesamt sollen im Laufe der Zeit 40.000 Menschen ins Aus- oder Umland geflohen sein. Am 23. Mai 2022 beschoss die kongolesische Armee den ruandischen Musanze-Distrikt, wobei mehrere Personen verletzt wurden.

#### Juni 2022
Am 9. Juni 2022 berichteten kongolesische Medien, dass in der Region Tshanzu in Nord-Kivu 500 ruandische Soldaten entdeckt worden seien. Einen Tag später beschuldigte die Demokratische Republik Kongo die ruandische Armee, eine Schule in Nord-Kivu beschossen zu haben, wobei zwei Kinder getötet und eine weitere Person schwer verletzt worden seien. Die ruandische Regierung beschuldigte die kongolesische Armee, dass diese mehrere Raketen von Bunagana aus auf Westruanda abgeschossen habe. Angesichts der zunehmenden Spannungen forderten die Vereinten Nationen die Parteien zum sofortigen Waffenstillstand auf.
Am 12. Juni 2022 erklärte die kongolesische Seite, dass Ruanda mithilfe der M23 plane, die Stadt Bunagana einzunehmen. Die Stadt diente bereits 2012/13 der Miliz als Hauptquartier. Am darauffolgenden Tag besetzte die M23 die Stadt Bunagana, woraufhin ca. 30.000 Menschen nach Uganda flohen. 137 kongolesische Soldaten sollen getötet worden sein. Kongolesischen Stellen beschuldigten die ruandische und ugandische Regierung, die M23 unterstützt zu haben, während Ruanda die MONUSCO-Mission der Vereinten Nationen Einseitigkeit im Konflikt vorwarf.
Am 14. Juni 2022 bestätigten kongolesische Stellen, dass Bunagana unter feindlicher Kontrolle sei. In der Provinzhauptstadt Goma kam es daraufhin zu erheblichen Protesten gegen Ruanda sowie die ruandischstämmige Bevölkerung und Geschäftsinhaber. Es kam zu einem Tränengaseinsatz der Polizei, als sich die Demonstranten der Grenze zu Ruanda nähern wollten.
Zum Ende des Tages kündigte die Demokratische Republik Kongo alle bilateralen Vereinbarungen mit Ruanda auf und verlangte den Rückzug aller ruandischen Militärkräfte aus dem Hoheitsgebiet des Kongos.
Am 17. Juni 2022 überschritt ein kongolesischer Soldat mit einer AK-47 die kongolesisch-ruandische Grenze. Nachdem er das Feuer auf Menschen in Rubavu eröffnet haben soll, wurde er von einem ruandischen Polizisten erschossen. Seitens der DR Kongo wurde daraufhin die Grenze geschlossen. Als die Leiche des Soldaten nach Goma gebracht wurde, kam es zu einer Heldenverehrung durch die Menge.

#### Oktober 2022
Am 24. Oktober ergab sich ein ruandischer Soldat einer UN-Basis in Kiwanja und erklärte, er sei im Rahmen einer militärischen Operation in die DR Kongo entsandt worden. Zudem zeigten Satellitenbilder von Kämpfen in Rugari, dass Soldaten mit Ausrüstung und Abzeichen der ruandischen Verteidigungskräfte beteiligt waren. Daraufhin wies die DR Kongo den ruandischen Botschafter aus.

### 2024
Im Februar trieben anhaltende Kämpfe über 100.000 Menschen, vor allem aus der Stadt Sake, in die Flucht und auf den Weg nach Goma und die dortigen Flüchtlingslager.
Ende Juli 2024 wurde auf einem Ministertreffen in Luanda ein Waffenstillstand zwischen Ruanda und der DR Kongo beschlossen, der am 4. August beginnt.

### 2025

#### Januar 2025
Beim Vormarsch der Rebellen auf die Stadt Goma, die Hauptstadt der Provinz Nord-Kivu, wurden im Januar 2025 mehr als 178.000 Menschen vertrieben. Der Ort Minova in Süd-Kivu, ein wichtiger Punkt auf der Versorgungsroute nach Goma, wurde am 21. Januar von der M23 eingenommen.
Als sich die Rebellen der Stadt näherten, brach die Demokratische Republik Kongo am 25. Januar die diplomatischen Beziehungen zu Ruanda ab, rief ihr Botschaftspersonal aus dem Land zurück und wies die ruandische Botschaft in Kinshasa an, ihre Tätigkeit einzustellen. Ein Sprecher des kongolesischen Militärs erklärte, Ruanda sei entschlossen, die Stadt Goma einzunehmen. Die UNO schätzt, dass sich 4.000 ruandische Soldaten in der Demokratischen Republik Kongo aufhalten, um die Rebellengruppe zu unterstützen, und das ruandische Militärkommando hat eine Meile von der kongolesischen Grenze entfernt ein Hauptquartier eingerichtet, obwohl Ruanda eine Beteiligung an dem Konflikt bestreitet.
Am 26. Januar begannen die Kämpfe zwischen der kongolesischen Armee und den M23-Truppen in den Außenbezirken von Goma. Nach Schätzungen der Vereinten Nationen unterstützen etwa 500 bis 1.000 ruandische Soldaten die M23-Rebellen in der Gegend von Goma. Es fand eine Dringlichkeitssitzung des UN-Sicherheitsrats statt, auf der die kongolesische Außenministerin Thérèse Kayikwamba Wagner das Vorgehen Ruandas als „Kriegserklärung“ bezeichnete. Außerdem forderte sie den UN-Sicherheitsrat auf, Sanktionen gegen Ruanda zu verhängen.

#### Februar 2025
Im Februar eskalierte die Gewalt weiter, als die M23-Rebellenbewegung erhebliche Gebietsgewinne erzielte. Am 16. Februar nahmen die Rebellen die Provinzhauptstadt Bukavu ein. Die Einnahme erfolgte nahezu ohne Widerstand, da sich die Streitkräfte der DR Kongo sowie Regierungsbeamte aus der Stadt zurückzogen.
Die Offensive der M23 ging mit schweren Menschenrechtsverletzungen einher. Berichte des UN-Menschenrechtsbüros dokumentierten die Hinrichtung von drei Jungen durch M23-Kämpfer, nachdem diese sich geweigert hatten, ihre Waffen abzugeben.
Die Kämpfe führten zu einer Massenflucht der Bevölkerung. Tausende flohen aus Bukavu und umliegenden Gebieten, um den anhaltenden Auseinandersetzungen zu entkommen. Die Vereinten Nationen, warnten vor einer weiteren regionalen Eskalation des Konflikts und forderten die Konfliktparteien zur Wiederaufnahme des Dialogs auf.
Als Reaktion auf die sich verschärfende Sicherheitslage entsandte Uganda Truppen in die kongolesische Stadt Bunia, um die dortige Bevölkerung zu schützen. Diese Maßnahme wurde von den lokalen Behörden der DR Kongo genehmigt und sollte verhindern, dass sich die Gewalt weiter ausbreitet.
Die USA verhängten am 20. Februar Sanktionen gegen James Kabarebe, den ruandischen Minister für regionale Integration und ehemaligen Verteidigungsminister, sowie gegen Lawrence Kanyuka Kingston und dessen beide Unternehmen Kingston Fresh LTD und Kingston Holding. Kabarebe dient laut der Mitteilung für die ruandische Regierung als „Verbindungsmann zur M23“ und Kanyuka sei „ziviler Sprecher der M23 und PR-Beauftragter der Alliance fleuve Congo“.

#### Waffenruhe seit April 2025

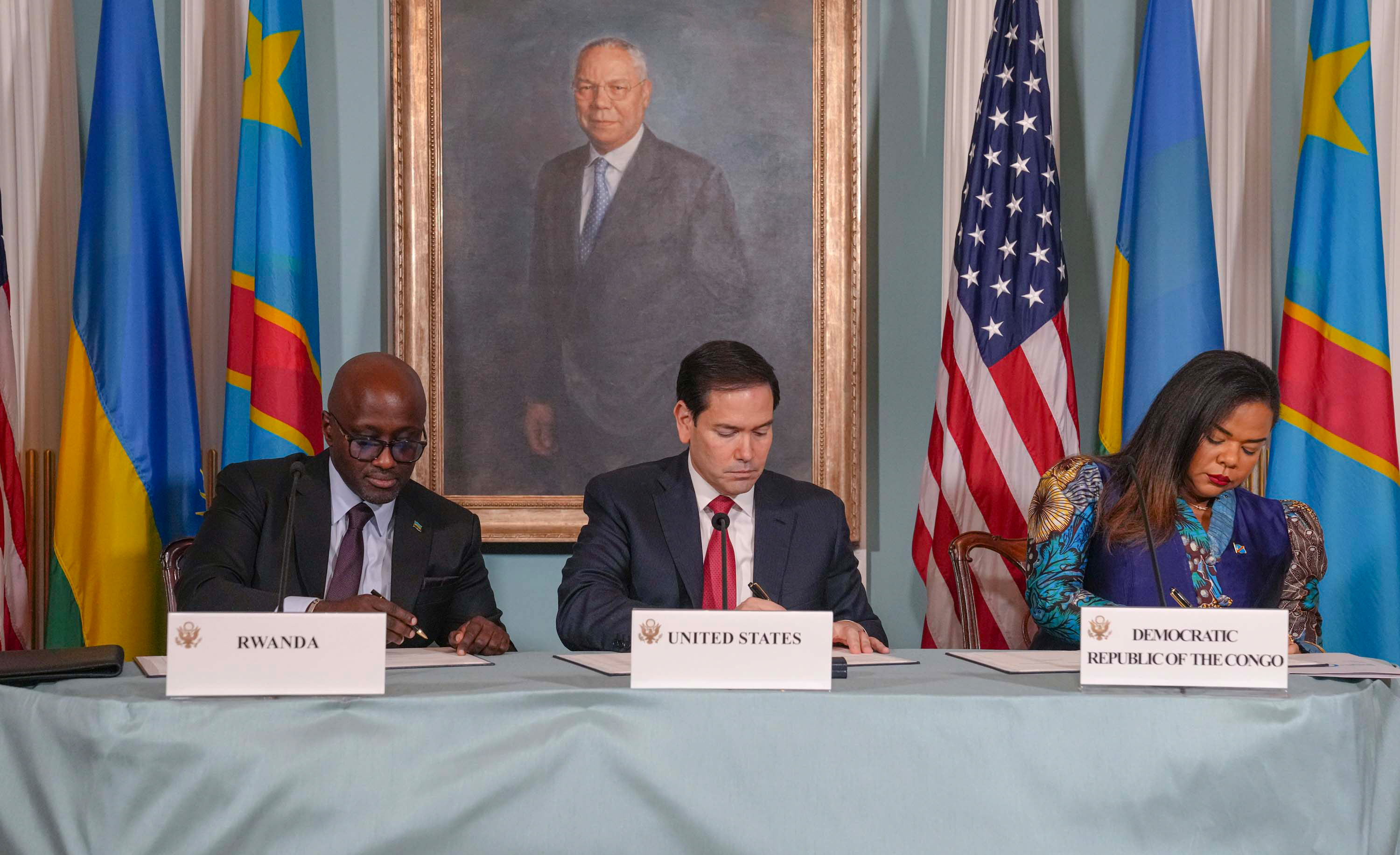
Die Außenminister der Republik Ruanda Olivier Nduhungirehe (links), der DR Kongo Thérèse Kayikwamba Wagner (rechts) und der Vereinigten Staaten Marco Rubio (Mitte) am 27. Juni 2025 in Washington, D.C. bei der Unterzeichnung des Friedensabkommens.

Am 22. April 2025 erklärte die M23-Miliz ihre Bereitschaft zu einer Waffenruhe. Diese soll neue Gespräche ermöglichen. Als Vermittler fungierte Katar. Seit der Wiederaufnahme der Kämpfe 2021 waren bereites mehrere Feuerpausen gescheitert. Nach kongolesischen Angaben wurden seit Beginn des Jahres mehr als 7000 Menschen getötet. Laut UN Angaben lebten im Frühjahr 2025 etwa 6,9 Millionen Binnenvertriebene in der DR Kongo, davon mehr als 5 Millionen im Osten des Landes. Hilfsorganisationen warnten vor Versorgungsengpässen.
In den von der M23 kontrollierten Gebieten wurden nach der Waffenruhe weiterhin Menschenrechtsverletzungen verzeichnet, darunter Zwangsarbeit, außerdem begann die Miliz mit der Erhebung von Steuern auf Handel und Rohstoffabbau.
Am 18. Juni 2025 wurde unter Vermittlung der US-Regierung eine Vorvereinbarung für ein Friedensabkommen getroffen. Die Unterzeichnung fand am 27. Juni 2025 in Washington D.C. statt. Vorgesehen sind unter anderem der Truppenabzug, die Entwaffnung der M23 und Maßnahmen zur Flüchtlingsrückkehr.

## Internationale Reaktionen
Die Europäische Union, die Afrikanische Union und die UN forderten die M23 und ihre Unterstützer nach ihrem Vorrücken auf Goma Mitte Januar 2025 zur sofortigen Beendigung der Gewalt auf.
Die UN verurteilen die zunehmende Eskalation des Konflikts in der Demokratischen Republik Kongo durch die Offensive der M23-Rebellen. Die Vereinten Nationen bestätigen die Präsenz ruandischer Truppen in Goma, die die M23 unterstützen. UN-Friedensmissionen berichten von schweren Menschenrechtsverletzungen, darunter gezielte Tötungen von Zivilisten und Kindersoldaten. Die humanitäre Lage verschärft sich, da Tausende vor den Kämpfen fliehen. Die UN fordern eine sofortige Deeskalation und rufen Ruanda auf, jegliche Unterstützung für die M23 zu beenden. Die Organisation betont die Dringlichkeit diplomatischer Lösungen, um eine weitere regionale Destabilisierung zu verhindern.
Die USA verhängten am 20. Februar Sanktionen gegen verschiedene Minister und Unternehmer Ruandas, welche enge Kontakte zur M23-Miliz haben sollen.
Anfang März kündigte die deutsche Bundesregierung an, keine neuen entwicklungspolitischen Zusagen an Ruanda zu machen und dass die bilaterale Zusammenarbeit in Abstimmung mit internationalen Partnern weiter eingeschränkt werde. Zudem soll die bestehende Entwicklungszusammenarbeit mit der ruandischen Regierung überprüft und die Teilnahme an hochrangigen entwicklungspolitischen Veranstaltungen vorerst ausgesetzt werden.